# Arquebisbat de Santiago de Cuba
L'arquebisbat de Santiago de Cuba (espanyol: Arquidiócesis de Santiago de Cuba; llatí: Archidioecesis Sancti Iacobi in Cuba) és una seu metropolitana de l'Església Catòlica als Cuba. El 2010 tenia 255.500 batejats sobre una població d'1.050.000 habitants. Actualment està regida per l'arquebisbe Dionisio Guillermo García Ibáñez.
Els arquebisbes de Santiago tenen el títol de Primat de Cuba.

## Territori
L'arxidiòcesi comprèn la ciutat de Santiago de Cuba, on es troba la catedral de Nostra Senyora de l'Assumpció.
El territori s'estén sobre 6.043 km², i està dividit en 16 parròquies.
A la diòcesi es troba la basílica Santuari Nacional de la Mare de Déu de la Caritat del Cobre.

## Història
La diòcesi de Baracoa va ser erigida l'11 de febrer de 1517 amb la butlla Super specula del Papa Lleó X, prenent el territori de la diòcesi de Santo Domingo. Comprenia en el seu origen tota l'illa de Cuba i era sufragània de l'arquebisbat de Sevilla.
El 28 d'abril de 1522 assumí el nom de diòcesi de Santiago de Cuba.
El 1527 s'amplià incorporant el territori de la diòcesi de Concepción de la Vega, que va ser suprimida. Havia estat erecta el 8 d'agost de 1511.
El 12 de febrer de 1546 passà a formar part de la província eclesiàstica de Santo Domingo.
El 10 de setembre de 1787 cedí part del seu territori per tal que s'erigí la diòcesi de San Cristóbal de la Habana.
El 24 de novembre de 1803 va ser elevada al rang d'arxidiòcesi metropolitana mitjançant la butlla In universalis Ecclesiae regimine del Papa Pius VII.
El 1873 el govern republicà espanyol nomenà com a arquebisbe a Pedro Llorente Miguel, sense el consens de la Santa Seu. El vicari general i altres sacerdots de la diòcesi, entre els quals estava el futur cardenal i beat Ciriaco María Sancha y Hervás, s'oposaren al nomenament i van ser empresonats. El cisma acabà l'any següent.
Successivament ha cedit noves porcions de territori per tal que s'erigissin noves diòcesis:
- el 10 de desembre de 1912 per tal que s'erigí la diòcesi de Camagüey (avui arxidiòcesi);
- el 8 de gener de 1979 per tal que s'erigí el bisbat de Holguín;
- el 9 de desembre de 1995 per tal que s'erigí el bisbat de Santísimo Salvador de Bayamo-Manzanillo;
- el 24 de gener de 1998 per tal que s'erigí el bisbat de Guantánamo-Baracoa.

L'arxidiòcesi ha rebut dues visites papals: la de Benet XVI el març del 2012 i la de Francesc el setembre de 2015.

## Cronologia episcopal
- Juan de Witte Hoos (Ubite), O.P. † (11 de febrer de 1517 - 4 d'abril de 1525 renuncià)
- Sebastián de Salamanca † (1525 - 1526 mort)
- Miguel Ramírez de Salamanca, O.P. † (7 de novembre de 1530 - 1534 mort)
- Diego de Sarmiento, O.Cart. † (20 d'octubre de 1535 - 1544 renuncià)
- Fernando de Uranga (Urango) † (4 de juliol de 1550 - 1556 mort)
- Bernardino de Villalpando, C.R.S.A. † (27 de juny de 1561 - 28 d'abril de 1564 nomenat bisbe de Guatemala)
- Gonzalo de Solorzano † (1563 - 1565 mort)
- Juan del Castillo † (1567 - 3 d'octubre de 1578 renuncià)
- Juan Antonio Diaz de Salcedo, O.F.M. † (14 de març de 1580 - 28 de juliol de 1597 nomenat bisbe de León en Nicaragua)
- Bartolomé de la Plaza, O.F.M. † (10 de novembre de 1597 - 1602 mort)
- Juan de las Cabezas Altamirano † (15 d'abril de 1602 - 19 de juliol de 1610 nomenat bisbe de Santiago de Guatemala)
- Alonso Enríquez de Toledo y Armendáriz, O. de M. † (5 de juny de 1610 - 27 de gener de 1624 nomenat bisbe de Michoacán)
- Gregorio de Alarcón, O.S.A. † (29 d'abril de 1623 - d'agost de 1624 mort)
- Leonel de Cervantes y Caravajal † (1 de desembre de 1625 - 17 de desembre de 1629 nomenat bisbe de Guadalajara)
- Jerónimo Manrique de Lara y de Herrera, O. de M. † (1629 - 22 de juny de 1644 mort)
- Martín de Zelaya (Celaya) y Oláriz † (20 de novembre de 1645 - 1649 renuncià)
- Nicolás de la Torre Muñoz † (13 de setembre de 1649 - 4 de juliol de 1653 mort)
- Juan de Montiel † (14 de maig de 1655 - 23 de desembre de 1657 mort)
- Pedro de Reina Maldonado † (10 de novembre de 1659 - 13 d'octubre de 1660 mort)
- Juan de Sancto Mathía Sáenz de Mañozca y Murillo † (5 de setembre de 1661 - 27 de febrer de 1668 nomenat bisbe de Guatemala)
- Alonso Bernardo de Ríos y Guzmán, O.SS.T. † (17 de setembre de 1668 - 16 de novembre de 1671 nomenat bisbe de Ciudad Rodrigo)
- Gabriel Díaz Vara Calderón † (1671 - 15 de març de 1676 mort)
- Juan Antonio García de Palacios † (1677 - 1 de juny de 1682 mort)
- Baltasar de Figueroa, O.Cist. † (10 de maig de 1683 - 8 de setembre de 1684 mort)
- Diego Evelino Hurtado de Compostela † (1685 - 29 d'agost de 1704 mort)
- Jerónimo de Valdés, O.S.Bas. † (15 de desembre de 1705 - 29 de març de 1729 mort)
- Francisco de Izarregui † (1730 - 1730 renuncià)
- Gaspar de Molina y Oviedo, O.S.A. † (1 de setembre de 1730 - 28 de juny de 1731 nomenat bisbe de Barcelona)
- José Laso de la Vega y Cansino, O.F.M. † (19 de novembre de 1731 - 19 d'agost de 1752 mort)
- Pedro Agustín Morell de Santa Cruz y Lora † (30 de març de 1753 - 30 de desembre de 1768 mort)
- Santiago José Hechavarría (Cheverria) y Elguezúa † (29 de gener de 1770 - 10 de març de 1788 nomenat bisbe de Tlaxcala)
- Antonio Feliú y Centena † (30 de març de 1789 - 25 de juny de 1791 mort)
- Joaquín de Osés y Alzúa † (3 de desembre de 1792 - 7 de febrer de 1823 mort)
- Mariano Rodríguez de Olmedo y Valle † (8 de juliol de 1824 - 23 de gener de 1831 mort)
- Cirilo de Alameda y Brea, O.F.M. † (10 de juliol de 1831 - 20 d'abril de 1849 nomenat arquebisbe de Burgos)
- Sant Antoni Maria Claret i Clarà, C.M.F. † (20 de maig de 1850 - 20 de juny de 1859 renuncià)
- Manuel María Negueruela Mendi † (26 de setembre de 1859 - 30 de juny de 1861 mort)
- Primo Calvo y López † (23 de desembre de 1861 - 7 d'octubre de 1868 mort)
- José María Martín de Herrera y de la Iglesia † (5 de juliol de 1875 - 14 de febrer de 1889 nomenat arquebisbe de Santiago de Compostel·la)
- José María Cos y Macho † (14 de febrer de 1889 - 11 de juny de 1892 nomenat arquebisbe, a títol personal, de Madrid i Alcalá de Henares)
- Francisco Sáenz de Urturi y Crespo, O.F.M. † (21 de maig de 1894 - 27 d'abril de 1899 renuncià)
- Francisco de Paula Barnada y Aguilar † (2 de juny de 1899 - 8 de juny de 1913 mort)
- Felice (Felix) Ambrogio Guerra Fezza, S.D.B. † (26 de maig de 1915 - 16 de gener de 1925 renuncià)
- Valentín (Manuel) Zubizarreta y Unamunsaga, O.C.D. † (30 de març de 1925 - 26 de febrer de 1948 mort)
- Enrique Pérez Serantes † (11 de desembre de 1948 - 18 d'abril de 1968 mort)
- Pedro Claro Meurice Estiu † (4 de juliol de 1970 - 10 de febrer de 2007 jubilat)
- Dionisio Guillermo García Ibáñez, des del 10 de febrer de 2007

## Estadístiques
A finals del 2010, l'arxidiòcesi tenia 255.500 batejats sobre una població d'1.050.000 persones, equivalent al 24,3% del total.
| any  | població | població  | població | sacerdots | sacerdots       | sacerdots       | sacerdots             | diàques | religiosos | religiosos | parroquies |
| ---- | -------- | --------- | -------- | --------- | --------------- | --------------- | --------------------- | ------- | ---------- | ---------- | ---------- |
| any  | batejats | total     | %        | total     | clergat secular | clergat regular | batejats por sacerdot | diàques | homes      | dones      |            |
| 1950 | ?        | ?         | ?        | 84        | 34              | 50              | ?                     |         | 84         | 198        | 30         |
| 1966 | ?        | 2.200.000 | ?        | 36        | 14              | 22              | ?                     |         |            | 7          | 35         |
| 1970 | ?        | 2.960.000 | ?        | 34        | 13              | 21              | ?                     |         | 23         | 17         | 35         |
| 1976 | 980.000  | 3.100.000 | 31,6     | 36        | 21              | 15              | 27.222                |         | 17         | 15         | 35         |
| 1980 | 540.000  | 2.200.000 | 24,5     | 24        | 13              | 11              | 22.500                |         | 17         | 17         | 21         |
| 1990 | 570.000  | 2.308.000 | 24,7     | 27        | 16              | 11              | 21.111                |         | 14         | 33         | 21         |
| 1999 | 241.000  | 1.909.000 | 12,6     | 22        | 9               | 13              | 10.954                |         | 35         | 32         | 13         |
| 2000 | 241.000  | 1.090.000 | 22,1     | 22        | 9               | 13              | 10.954                |         | 24         | 30         | 13         |
| 2001 | 246.000  | 1.090.000 | 22,6     | 20        | 8               | 12              | 12.300                |         | 24         | 29         | 13         |
| 2002 | 247.000  | 1.094.000 | 22,6     | 23        | 9               | 14              | 10.739                |         | 26         | 33         | 13         |
| 2003 | 248.000  | 1.041.374 | 23,8     | 20        | 8               | 12              | 12.400                |         | 15         | 31         | 13         |
| 2004 | 248.000  | 1.041.374 | 23,8     | 20        | 8               | 12              | 12.400                | 2       | 17         | 33         | 13         |
| 2010 | 255.500  | 1.050.000 | 24,3     | 26        | 15              | 11              | 9.826                 | 4       | 17         | 36         | 16         |